# あいち小児保健医療総合センター
あいち小児保健医療総合センター（あいちしょうにほけんいりょうそうごうセンター）は、愛知県大府市にある医療機関。
2016年（平成28年）2月1日に東海三県で初の小児専門の救急棟を開所し、愛知県により2016年（平成28年）3月30日に東海三県で初の「小児救命救急センター」に指定された。
愛知県内でPICU（小児集中治療室）を持つ病院は日本赤十字社愛知医療センター名古屋第二病院と名古屋市立大学病院がある。

## 概要
2001年（平成23年）11月に保健部門と医療部門の一部を開院し、2003年（平成15年）に全面オープン。診療科目は22科目、病床数は200床あり、院内学級やこども図書館、プレイルーム「わくわくルーム」のほか、入院中の子供と家族が一緒に宿泊できる「どんぐりハウス」などの施設も備えている。このほか、愛知県立大府特別支援学校と隣接しており、渡り廊下で接続している。
周辺には、あいち健康の森公園（あいち健康プラザ併設）、国立長寿医療研究センターがあり、医療機関があいち健康の森公園を中心に集中している（ウェルネスバレーを参照のこと）。

## 沿革
- 2001年（平成13年）11月 ‐ 第1期開院[広報 3]。
- 2003年（平成15年）5月 ‐ 全面オープン[広報 3]。
- 2008年（平成20年）2月 ‐ 北マリアナ諸島連邦（サイパン政府）と医療協力で合意。
- 2016年（平成27年）
  - 2月1日 - 敷地内にPICU（小児集中治療室）やヘリポートを備えた小児専門の救急棟を開所[1][3][広報 7]。
  - 3月30日 - 小児救命救急センターの指定を受ける[2][広報 4]。
  - 11月 - 周産期部門をオープン[広報 8]。

## 診療科目
- 総合診療科
- 内分泌代謝科
- 小児外科
- 循環器科
- 歯科口腔外科
- アレルギー科
- 神経科
- 形成外科
- 心臓外科
- 皮膚科
- 腎臓科
- 心療科
- 泌尿器科
- 耳鼻咽喉科
- 感染免疫科
- 保健科
- 整形外科
- 眼科

## 交通アクセス
- バス：JR東海道本線 大府駅西口から知多バスで「あいち小児センター」バス停下車。所要時間は約10分。
- バス：大府市循環バス（ふれあいバス）中央西コース又は西コースで「あいち小児センター」バス停下車。
- 自家用車：知多半島道路 大府東海インターチェンジ南東。

### 広報資料・プレスリリースなど一次資料
1. ↑  “あいち小児保健医療総合センター”.   公益財団法人日本医療機能評価機構. 2015年7月13日閲覧。
2. ↑  “センター長のあいさつ”.   あいち小児保健医療総合センター. 2015年7月13日閲覧。
3. 1 2 3  “沿革”.   あいち小児保健医療総合センター. 2015年7月13日閲覧。
4. 1 2  “小児救命救急センターを指定します”.   愛知県. 2017年2月7日閲覧。
5. ↑  “あいち小児保健医療総合センター 救急棟整備基本構想” (PDF).   あいち小児保健医療総合センター. 2014年3月5日閲覧。
6. ↑  “校内教育”.   愛知県立大府特別支援学校. 2016年3月6日閲覧。
7. ↑  “「救急棟内覧会開催」のお知らせ” (PDF).   あいち小児保健医療総合センター. 2016年1月12日閲覧。
8. ↑  “周産期部門オープン”.   あいち小児保健医療総合センター. 2017年2月7日閲覧。